# Castrillo de la Valduerna
Castrillo de la Valduerna település Spanyolországban, León tartományban. Lakosainak száma 143 fő (2024).

## Földrajza
Castrillo de la Valduerna Luyego, Val de San Lorenzo, Destriana és Quintana y Congosto községekkel határos.

## Népesség
A település lakosságának változását az alábbi diagram mutatja:
| Lakosok száma | 229  | 198  | 202  | 192  | 181  | 189  | 171  | 158  | 144  | 143  |
|               | 2001 | 2004 | 2007 | 2009 | 2012 | 2014 | 2017 | 2019 | 2022 | 2024 |